# Antoinette Rijpma-de Jong
Antoinette Rijpma-de Jong (Rottum, 6 april 1995) is een Nederlandse langebaanschaatsster die gespecialiseerd is in de 1500 en 3000 meter en het allrounden.
Ze stond al meer dan dertig keer op het podium bij grote toernooien. Zo werd ze vier keer Europees kampioene allround bij de vrouwen en won ze wereldtitels op de 3000 meter in 2021 en de 1500 meter in 2023. Sinds 2024 schaatst ze bij Team Reggeborgh onder leiding van Gerard van Velde, de vijf voorafgaande jaren voor Jumbo-Visma bij Jac Orie.

## Biografie

### Vanaf 2009/2010
De Jong won in 2010 en 2011 het NK allround voor respectievelijk C- en B-junioren. Bovendien wist ze in 2011 beslag te leggen op de 1000 en 1500 meter voor B-junioren. Vanwege deze goede prestaties werd ze reeds als B2 opgenomen in de selectie van Jong Oranje, die normaliter alleen uit A-junioren bestaat.
In het najaar van 2011 wist De Jong zich reeds op 16-jarige leeftijd te plaatsen voor de Nederlandse kampioenschappen schaatsen afstanden 2012 op de 500 en 1500 meter en in februari het NK Allround 2012. Een jaar later wist De Jong zich op 17-jarige leeftijd al te plaatsen voor de wereldbeker op de 3000 meter. Door afwezigheid van Jorien ter Mors mocht ze ook uitkomen op het EK Allround in Thialf.
Op 8 november 2013 reed ze in Calgary het ruim 7,5 jaar oude wereldrecord junioren op de 3000 meter van Martina Sáblíková uit de boeken. Later in het seizoen 2013/2014 plaatste De Jong zich voor de Olympische Spelen waar ze zevende werd op de 3000 meter. Ook won ze de wereldtitel junioren allround, ploegenachtervolging, 1000 meter en 3000 meter.
Op 4 januari 2015 besloot ze vlak voor de start van het Nederlandse kampioenschappen marathonschaatsen op kunstijs mee te doen en eindigde ze als zesde.
Op 10 januari 2016 eindigde ze als derde op het EK Allround te Minsk, achter Europees Kampioene Sáblíková en ploeggenote Ireen Wüst.

### 2018/2019
De Jong begon het seizoen bij haar nieuwe ploeg Jumbo-Visma onder leiding van Jac Orie goed en pakte 4 tickets voor de eerste 4 wereldbekers. Op 16 december won ze voor de 3e keer in haar carrière een wereldbeker over 3000 meter.
Bij de NK Afstanden won ze de 3000 meter, werd ze 2e op de 1500- en 1000 meter en eindigde ze 4e op de 5000 meter. Bij de EK Allround won ze haar eerste induviduele titel allround.
Op het WK Afstanden in Inzell eindigde ze 2e op 3000 meter achter Martina Sáblíková, werd ze 6e op de 1000 meter en finishte ze als 5e op de 1500 meter. Op het WK Allround in Calgary eindigde ze na 4 stabiele races (waarvan 2 PR's) 3e in het eindklassement achter Martina Sáblíková en Miho Takagi. De Jong verzamelde gedurende het seizoen net niet genoeg punten om mee te doen aan de wereldbeker finale in Salt Lake City.
De Jong begon haar tweede seizoen onder Jac Orie goed met 4 tickets voor de 1e vier wereldbekers en klinkende tijden.

### 2024
Op 25 februari 2024 behaalde ze haar vijfde nationale allroundtitel waarmee ze zich kwalificeerde voor het WK allround in Inzell. Daar veroverde ze een bronzen medaille.
In mei 2024 stapte ze over van Team Jumbo naar Team Reggeborgh.

## Persoonlijk
De Jong is de oudere zus van Michelle de Jong. Op 20 mei 2022 trouwde ze met oud-wielrenner Coen Rijpma (1991), waarop ze Rijpma-de Jong als huwelijksnaam ging gebruiken.

## Records

### Persoonlijke records
| Afstand    | Tijd    | Datum            | Baan           |
| ---------- | ------- | ---------------- | -------------- |
| 500 meter  | 38,22   | 24 februari 2024 | Heerenveen     |
| 1000 meter | 1.13,61 | 18 december 2022 | Calgary        |
| 1500 meter | 1.51,72 | 5 december 2021  | Salt Lake City |
| 3000 meter | 3.55,19 | 3 december 2021  | Salt Lake City |
| 5000 meter | 6.56,26 | 3 maart 2019     | Calgary        |

#### Wereldrecords laaglandbaan (officieus)
| Nr. | Afstand         | Tijd    | Datum               | Baan       |
| --- | --------------- | ------- | ------------------- | ---------- |
| 1.  | kleine vierkamp | 157,859 | 28/29 februari 2022 | Heerenveen |

## Resultaten
| Jaar | NK Afstanden                             | NK Sprint                | NK Allround           | EK Allround         | EK Afstanden                  | WK Allround                      | WK Afstanden                         | Olympische Spelen                               | Wereldbeker                                      | NK Junioren            | WK Junioren |
| ---- | ---------------------------------------- | ------------------------ | --------------------- | ------------------- | ----------------------------- | -------------------------------- | ------------------------------------ | ----------------------------------------------- | ------------------------------------------------ | ---------------------- | ----------- |
| 2009 |                                          |                          |                       |                     |                               |                                  |                                      |                                                 |                                                  | 9e jun.C (15e, 10e)    |             |
| 2010 |                                          |                          |                       |                     |                               |                                  |                                      |                                                 | jun.C · (, )                                     |                        |             |
| 2011 |                                          |                          |                       |                     |                               |                                  |                                      |                                                 | jun.B · (, )                                     |                        |             |
| 2012 | 14e 500m 13e 1500m                       | 16e (16e, 13e, 15e, 16e) | 10e (8e, 10e, 7e, 9e) |                     |                               |                                  |                                      |                                                 | 5e (5e, 6e, 4e, 5e) Dnf Achtervolging            |                        |             |
| 2013 | 11e 1000m 7e 1500m 5e 3000m 8e 5000m     |                          | 5e (5e, 7e, 6e, 5e)   | 5e · (, 8e, 6e, 5e) |                               |                                  | 18e 3k/5k                            | jun.A · (, )                                    | · (4e, , ) · Achtervolging                       |                        |             |
| 2014 | 8e 1000m · 8e 1500m · 3000m · 5000m      |                          |                       |                     |                               |                                  | 7e 3000m                             | 33e 1000m · 8e 3k/5k · achtervolging            |                                                  | · (, ) · Achtervolging |             |
| 2015 | 16e 1000m · 1500m · 12e 3000m · 7e 5000m |                          | NC9 (10e, 8e, 15e, -) |                     |                               |                                  |                                      | 18e 1500m                                       |                                                  |                        |             |
| 2016 | 5e 1500m · 3000m · 4e 5000m              |                          | · (, )                | · (, 4e, 4e, 5e)    | · (5e, , 4e, )                | 3000m · achtervolging            | 7e 1500m · 30e 3k/5k · achtervolging |                                                 |                                                  |                        |             |
| 2017 | 6e 1500m · 3000m · 5000m                 |                          |                       | · (, , 4e)          | 4e · (7e, , 5e, )             | 3000m · 6e 5000m · achtervolging | 7e 1500m · 3k/5k · achtervolging     |                                                 |                                                  |                        |             |
| 2018 | 4e 1500m · 3000m · 5000m                 |                          |                       |                     |                               | 4e (4e, 5e, 6e, 5e)              |                                      | 3000m · achtervolging                           | 6e 1500m · 3k/5k · achtervolging                 |                        |             |
| 2019 | 1000m · 1500m · 3000m · 4e 5000m         |                          |                       | · (, )              |                               | · (, , 6e, 5e)                   | 5e 1500m · 3000m · achtervolging     |                                                 | 18e 1500m 14e 3k/5k 4e achtervolging             |                        |             |
| 2020 | 9e 1000m 4e 1500m 4e 3000m               |                          | · (, )                |                     | achtervolging                 | · (12e, 5e, 4e, )                | achtervolging                        | 34e 1000m · 5e 1500m · 5e 3k/5k · achtervolging |                                                  |                        |             |
| 2021 | 9e 1000m · 1500m · 3000m · 7e 5000m      |                          | · (, )                | · (, )              |                               |                                  | 4e 1500m · 3000m · achtervolging     | 1500m · 3k/5k · achtervolging                   |                                                  |                        |             |
| 2022 | 5e 1000m · 1500m · 3000m                 |                          |                       |                     | 1500m · 3000m · achtervolging | · (5e, , , 5e)                   |                                      | 5e 1000m · 1500m · 8e 3000m · achtervolging     | 32e 1000m · 5e 1500m · 15e 3k/5k · achtervolging |                        |             |
| 2023 | 1000m · 1500m · 3000m                    |                          | · (, )                | · (, )              |                               |                                  | 1000m · 1500m · 7e 3000m             |                                                 | 7e 1000m · 1500m · 13e 3k/5k                     |                        |             |
| 2024 | NS2 500m · 1000m · 1500m · 5e 3000m      |                          | · (, )                |                     | 1000m · 1500m · teamsprint    | · (4e, 5e, , 5e)                 | 4e 1000m 4e 1500m 4e teamsprint      | 11e 1000m 7e 1500m 35e 3k/5k                    |                                                  |                        |             |
| 2025 | 1000m · 1500m                            |                          | · (, 4e, , 6e)        | · (, 5e, , 5e)      |                               |                                  | 5e 1000m · 1500m · achtervolging     |                                                 | 6e 1000m 9e 1500m                                |                        |             |

### Wereldbekerwedstrijden

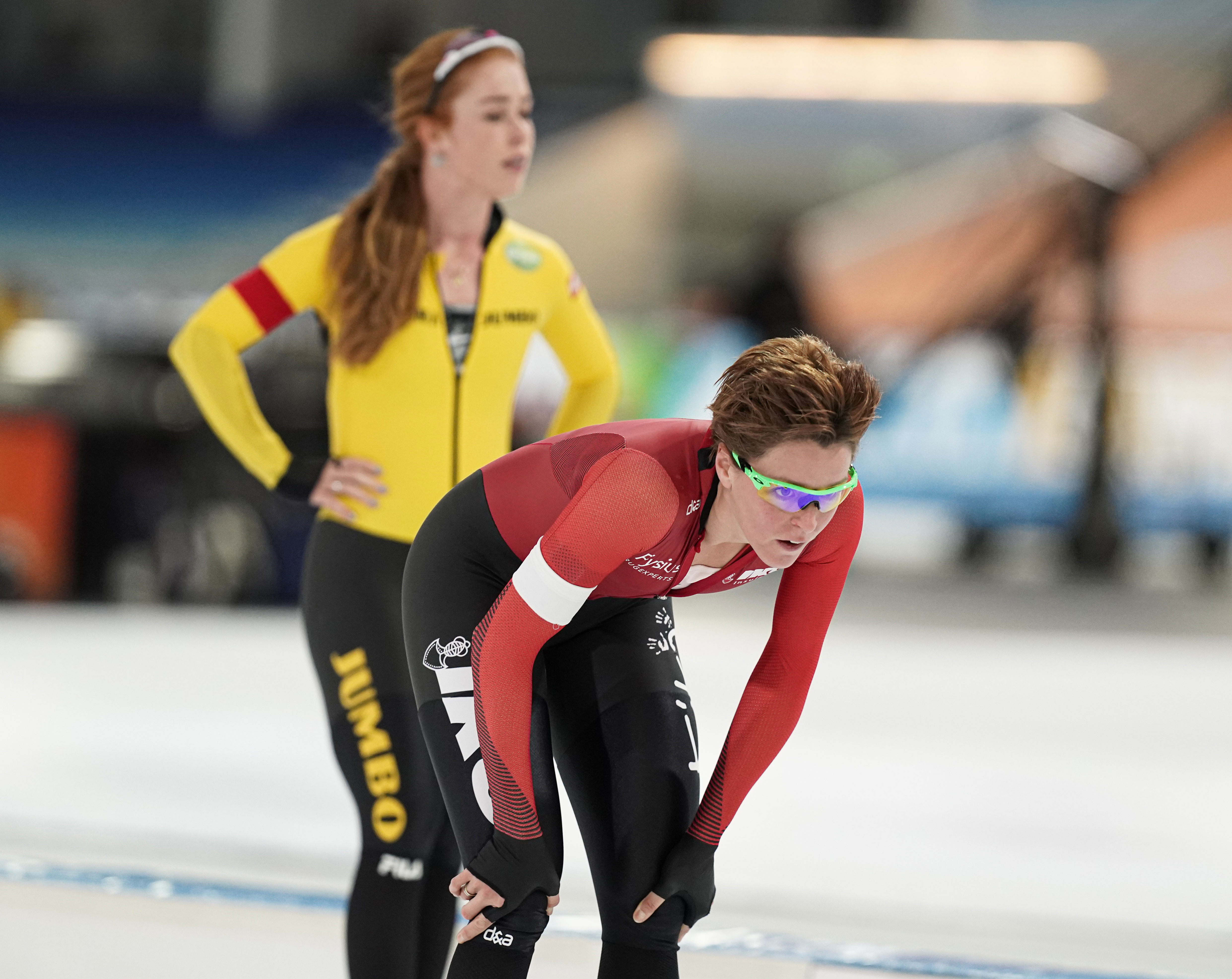
De Jong (in het geel) wint van Ter Mors (nov. 2020)

| Seizoen   | 1000m          | 1500m                     | 3k/5k                  | achtervolging |
| --------- | -------------- | ------------------------- | ---------------------- | ------------- |
| 2012/2013 |                |                           | 7e, 9e, -*, -, -*      |               |
| 2013/2014 | -, -, -, 1e(B) |                           | 4e, , -*, 5e, 6e       | -, , -, -     |
| 2014/2015 |                | -, -, 1e(B), 8e, -, -, -, |                        |               |
| 2015/2016 |                | 8e, 8e, 13e, 8e,          | -, 2e(B)*, -, -, -, -, | ,             |
| 2016/2017 |                | 4e, 6e, 6e, -, 6e,        | 4e, , 5e, 5e,          | , -,          |
| 2017/2018 |                | 5e, 8e, 7e, -, 7e, 5e     | , 8e*, , -, ,          | , 9e, , -     |
| 2018/2019 |                | 6e, 4e, -, 5e, -, -       | 7e, 5e, -*, , -, -     | -, 4e, -      |
| 2019/2020 | 8, -, -, -, -, | 10e, 9e, 4e, 7e, 5e       | 5e, 7e, 7e, -*, ,      | , , -         |
| 2020/2021 |                | ,                         | ,                      | -,            |
| 2021/2022 | 6e, -, -, -, - | 7e, 4e, , -,              | 7e, -*, , -, -         | , -, -        |

- = geen deelname
* = 5000m
(B) = B-groep